# Национални парк Зајон
Национални парк Зајон је амерички национални парк који се налази у југозападној држави Јута, у близини града Спрингдејл. Главна атракција парка која се простире на површини од 229 sq mi (590 km2)  је кањон Зајон, дугачак 24 километра и дубок до 800 метара. Зидови кањона су црвенкасте и жуте боје еродирани од стране Навајо пешчаре реком Девица. Најнижа тачка у парку је 3.666 ft (1.117 m)     на Колпитс Вош и највиши врх је 8.726 ft (2.660 m) на планини Коњски ранч. Смештен на месту спајања висоравни Колорадо, Великог басена и пустиње Мојаве, парк има јединствену географију и различите животне зоне које омогућавају необичну биљну и животињску разноликост. Бројне биљне врсте, као и 289 врста птица, 75 сисара (укључујући 19 врста слепих мишева ) и 32 гмизаваца насељавају четири животне зоне парка: пустињу, обрежје, шуму и четинарску шуму. Национални парк Зајон укључује планине, кањоне, буте, месе, монолите, реке, прорежне кањоне и природне лукове.